# Schwantesia
Schwantesia là một chi thực vật thuộc họ Aizoaceae.
Bao gồm các loài:
- Schwantesia acutipetala L.Bolus, 1937
- Schwantesia borcherdsii L.Bolus, 1929
- Schwantesia clivorum L.Bolus, 1928
- Schwantesia cognata L.Bolus, 1928
- Schwantesia constanceae, N.Zimm. 1996
- Schwantesia dissita L.Bolus, 1928
- Schwantesia herrei L.Bolus, 1931
- Schwantesia loeschiana Tisch. 1936
- Schwantesia marlothii L.Bolus, 1932
- Schwantesia moniliformis L.Bolus, 1928
- Schwantesia pillansii L.Bolus 1929
- Schwantesia proxima L.Bolus, 1928
- Schwantesia ruedebuschii Dinter 1927
- Schwantesia speciosa L.Bolus, 1959
- Schwantesia succumbens Dinter, 1927
- Schwantesia triebneri L.Bolus, 1937